# Спаак, Шарль
Шарль Спаак (фр. Charles Spaak; 25 мая 1903, Брюссель, Бельгия — 4 марта 1975, Ницца, Франция) — бельгийский сценарист и кинорежиссёр.

## Биография
Шарль Спаак родился 25 мая 1903 в Брюсселе, Бельгия, в семье известных интеллектуалов и политиков. Его отец — драматург и поэт Поль Спаак, брат — политик Поль-Анри Спаак. Шарль Спаак — отец актрис Катрин Спаак и Аньес Спаак.
В 1928 году Шарль Спаак поселился в Париже, где начинал свою карьеру как секретарь режиссёра Жака Фейдера, который впоследствии предложил ему осуществить киноадаптацию пьесы Робера де Флера и Гастона Армана де Кайяве для своего фильма «Новые господа» (фр. Les nouveaux messieurs). Работал председателем рекламного отдела кинокомпании «Альбатрос». В 1930-е годы продолжал писать сценарии для Фейдера: «Большая игра» (1934), «Пансион «Мимоза»» (1935), «Героическая кермесса» (1935).  Как рассказывает Спаак, Фейдер определял «условия» их сотрудничества такой фразой: «Мы равны, но решаю я». Между ними в тот период существовала личная дружба и полное единство художественных взглядов.
Работал с другими ведущими режиссёрами, среди которых Жан Гремийон, Жюльен Дювивье, Жан Ренуар и Марсель Л'Эрбье, зарекомендовав себя, наряду с Жаком Превером и Анри Жансоном, как ведущий сценарист периода расцвета французского кино 1930-х годов.
После войны вместе с режиссёром Андре Кайатом создал сценарии фильмов «Правосудие свершилось» (1950), «Все мы убийцы» (1952), «Перед потопом» (1953), «Чёрное досье» (1955), «Меч и весы» (1963),  где они разрабатывали сюжеты, почерпнутые из области юридических проблем, которые неоднократно подвергались критике за тенденциозность и чрезмерную нравоучительность. Однако сами соавторы заявляли, что стремятся к созданию «объективного» кино, для которого характерно обращение к острым моральным, социальным и политическим проблемам.
С Марселем Карне работал над фильмами «Тереза Ракен» (1953), «Обманщики» (1958). Среди других сценариев: «Нормандия — Неман» (1960, с Константином Симоновым и Эльзой Триоле) — первый фильм совместного французско-советского производства, поставленный режиссёром Жаном Древилем.
В своих лучших сценариях, отличающихся тщательностью изображения среды и характеров, Спаак стремился к постановке социальных и психологических проблем. В 1948 году поставил по собственному сценарию фильм «Тайна Бартона».
В 1953 году Шарль Спаак входил в состав международного жюри 6-го Каннского международного кинофестиваля под председательством Жана Кокто.